# Pseudepicorsia boliviensis
Pseudepicorsia boliviensis är en fjärilsart som beskrevs av Munroe 1964. Pseudepicorsia boliviensis ingår i släktet Pseudepicorsia och familjen Crambidae. Inga underarter finns listade i Catalogue of Life.